# Inginocchiatoio

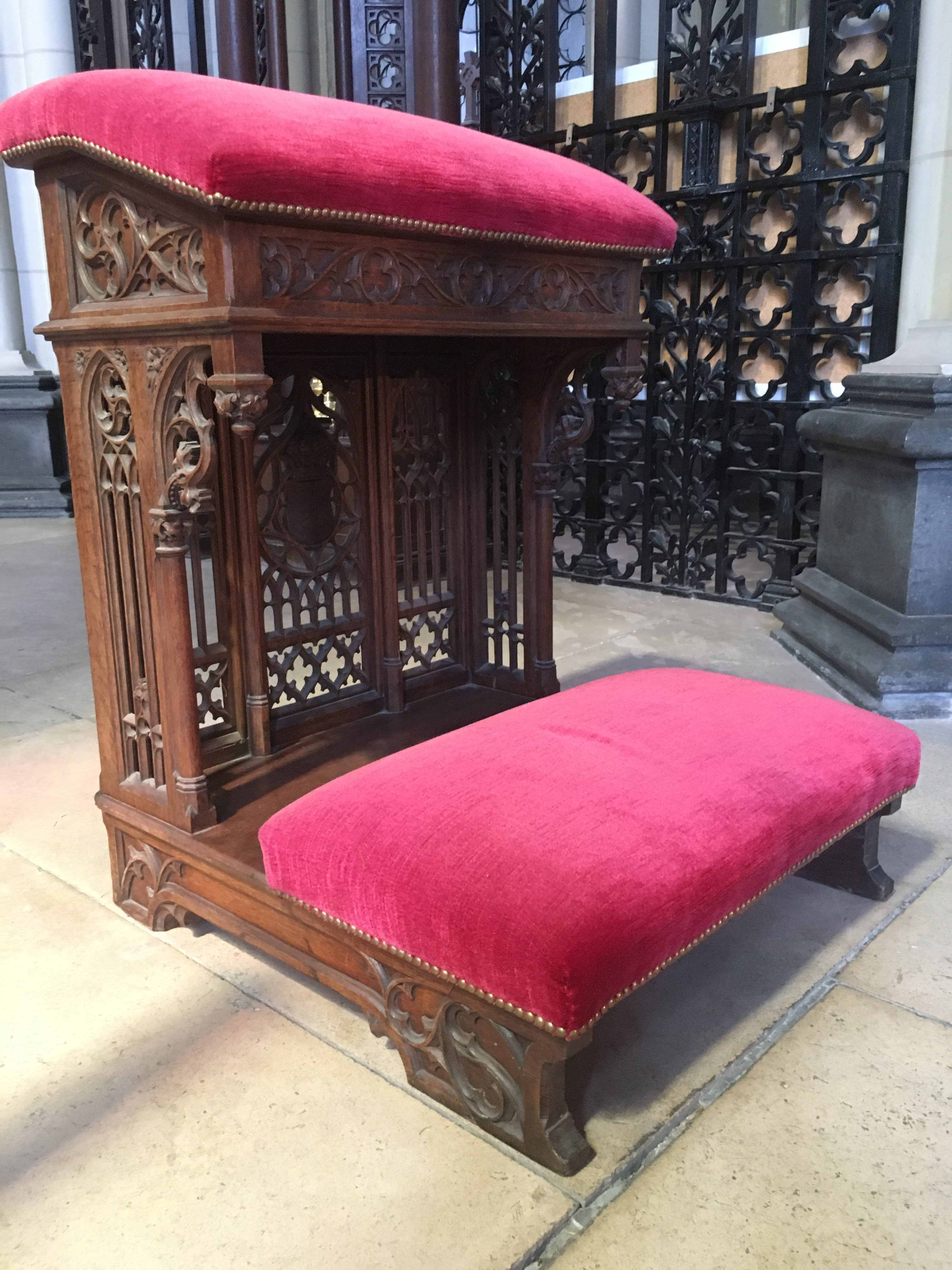
Inginocchiatoio nella chiesa di Nostra Signora di Laeken

L'inginocchiatoio o genuflessorio o pregadio (in francese: prie-Dieu) è un arredo liturgico e domestico, deputato ad accogliere una persona in posizione inginocchiata (doppia genuflessione), in atto di preghiera o di confessione. Si afferma nel tardo medioevo, è fabbricato negli stili delle diverse epoche e può accedere a un altro mobile (confessionale, banco, altare) completandone la funzione. 

## Storia
L'uso di pregare in ginocchio è anteriore alla diffusione dell'arredo, e consisteva in antico nel genuflettersi direttamente al suolo, talvolta con l'ausilio di un cuscino, di fronte a un leggio. I dipinti dell'Annunciazione delle varie epoche testimoniano l'evoluzione della pratica. L'accessorio nacque in Italia verso la fine del XV secolo. Inizialmente di forme essenziali e sobrie il mobile acquisì nel tempo, soprattutto a partire dal XVII secolo, una ricca decorazione secondo il gusto dell'epoca di produzione, con intarsi, intagli, fregi, sculture, dorature, rivestimenti di vario genere.

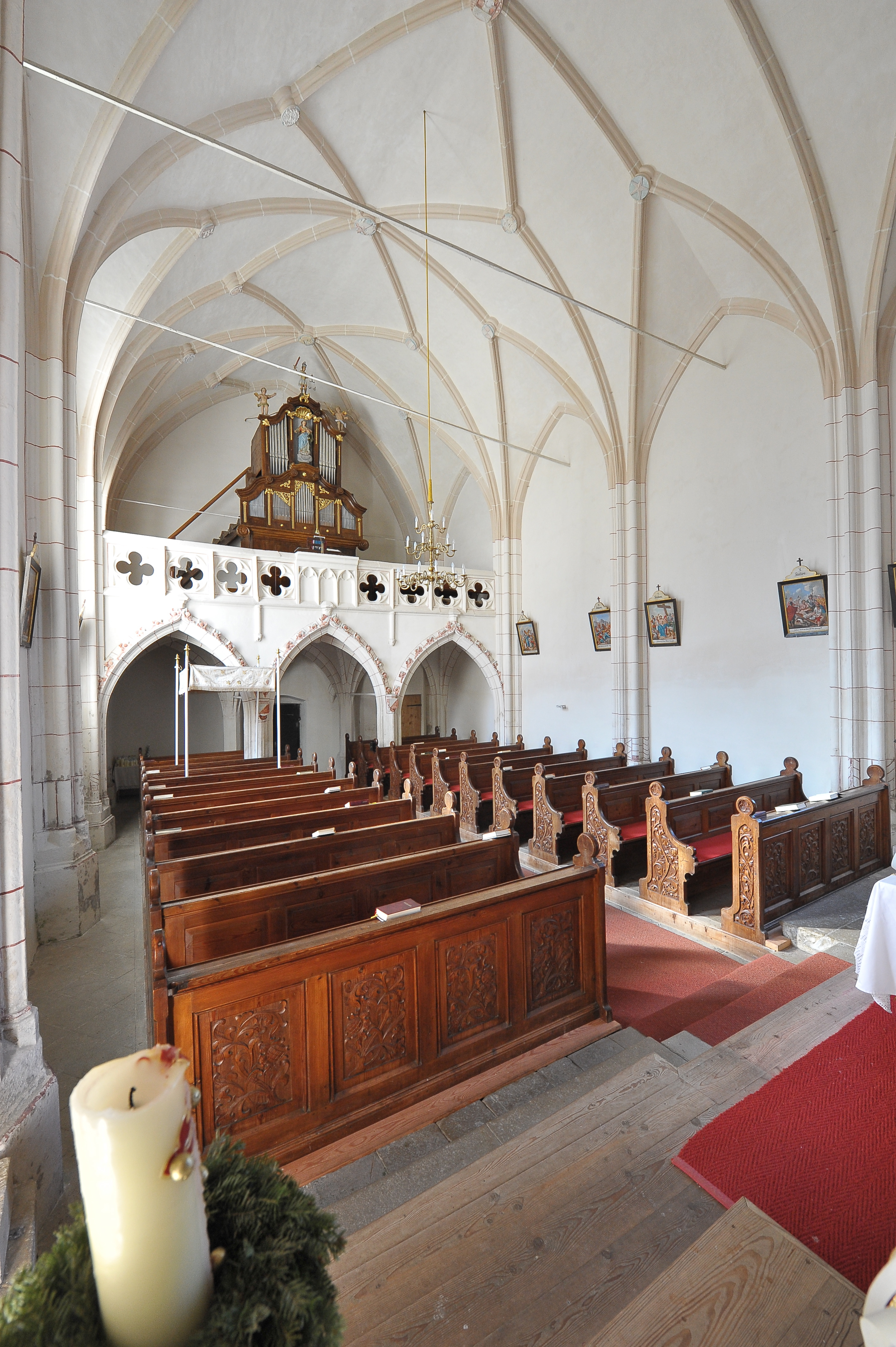
Banchi con inginocchiatoio a Eberstein in Austria

## Struttura e funzione
Di forma simile a una sedia, l'inginocchiatoio non possiede però una seduta ma piuttosto un gradino basso (predella) sul quale poggiano le ginocchia, e che costituisce il piano inferiore; un piano superiore è destinato invece a poggiare i gomiti nell'atto di giungere le mani, o funge da leggio per il libro di preghiere. Entrambi i piani, specialmente quello inferiore, possono essere rivestiti di un cuscino per rendere più comoda la posizione e prevenire dolori e danni alle articolazioni.
L'inginocchiatoio è mobile autonomo, ma può anche formare parte di altri arredi, come in particolare il confessionale o i banchi di chiesa. In quest'ultimo caso, lo schienale del banco che precede è corredato di un gradino posteriore che funge al contempo da poggiapiedi e da predella, a seconda che i fedeli del banco che segue assumano posizione seduta o inginocchiata; davanti al banco della prima fila può stare il solo inginocchiatoio.
Due inginocchiatoi affiancati si impiegano comunemente per gli sposi nei matrimoni canonici; altri sono in uso nei riti funebri, in particolare presso le camere ardenti.